# Liste der Stolpersteine in Frankfurt-Ostend
Die Liste der Stolpersteine in Frankfurt am Main führt die vom Künstler Gunter Demnig verlegten Stolpersteine in Frankfurt am Main auf. Die Initiative Stolpersteine in Frankfurt am Main e. V. hat seit November 2003 die Verlegung von ca. 2000 Stolpersteinen, mindestens fünf Kopfsteinen und mindestens vier Stolperschwellen veranlasst. Die Initiative wird von der Stadt Frankfurt sowie von zahlreichen Institutionen, darunter das Jüdische Museum und das Institut für Stadtgeschichte unterstützt.
Die Steine erinnern an Menschen, die während der Zeit des Nationalsozialismus verfolgt, verhaftet, gequält, entrechtet, zur Flucht oder zum Suizid getrieben oder ermordet wurden. An ihrem letzten frei gewählten Wohnort in Frankfurt erinnern die Steine an alle Opfer des Nationalsozialismus: an Juden, Sinti und Roma, politisch Verfolgte, Zeugen Jehovas, Homosexuelle und Zwangsarbeiter, an als „asozial“ gebrandmarkte Menschen und an die Opfer der sogenannten „Euthanasie“-Morde an Kranken und Behinderten.
Im Oktober 2018 verlegte Gunter Demnig in Frankfurt den europaweit siebzigtausendsten Stein.
Die Stadtteile sind nach der Liste der Stadtteile von Frankfurt am Main angelegt. In den nicht gelisteten Stadtteilen liegen bislang keine Stolpersteine.
Über die hinter den Namen der Opfer liegenden Links lässt sich die zugehörige Biographie auf der Homepage der Stadt Frankfurt aufrufen.

## Liste
| Adresse                                      | Name                           | Verfolgungsschicksal | Verlegedatum      | Bild                                                       | Anmerkung                                                                      |
| -------------------------------------------- | ------------------------------ | --- | ----------------- | ---------------------------------------------------------- | ------------------------------------------------------------------------------ |
| Mousonstraße 3 · (ehemals Gwinnerstraße 3) · | Berthold Eger                  | Berthold Eger geb. 25.6.1895 Haft: KZ Buchenwald 13.-30.11.1938 Deportation: 19.10.1941 Łodz/Litzmannstadt Tod unbekannt                                                                                                   | 30. Juni 2025     |                                                            |                                                                                |
| Mousonstraße 3 · (ehemals Gwinnerstraße 3) · | Mina Eger                      | Mina Eger, geb. Homburger geb. 15.11.1891 Deportation: 19.10.1941 Łodz/Litzmannstadt Tod unbekannt | 30. Juni 2025     |                                                            |                                                                                |
| Mousonstraße 3 · (ehemals Gwinnerstraße 3) · | Dieter Werner Eger             | Dieter Werner Eger geb. 11.11.1925 Flucht: 1939 Kindertransport England | 30. Juni 2025     |                                                            |                                                                                |
| Mousonstraße 3 · (ehemals Gwinnerstraße 3) · | Mathilde Homburger             | Mathilde Homburger geb. 17.8.1868 Deportation: 1.9.1942 Theresienstadt Tod 14.12.1943 | 30. Juni 2025     |                                                            |                                                                                |
| Hölderlinstraße 16 ·                         | Isak Wolf Pohorille            | Isak Wolf Pohorille geb. 6.6.1864 tod 22.5.1940 Frankfurt | 30. Juni 2025     |                                                            |                                                                                |
| Hölderlinstraße 16 ·                         | Salome Pohorille               | Salome Pohorille, geb. Führer (auch Förster) geb. 2.5.1871 Deportation: Theresienstadt Tod Todesdatum: 15.4.1943 | 30. Juni 2025     |                                                            |                                                                                |
| Hölderlinstraße 16 ·                         | Max Pohorille                  | Markus Michael „Max“ Pohorille geb. 23.11.1907 Flucht: 1933 Palästina | 30. Juni 2025     |                                                            |                                                                                |
| Obermainanlage 3 ·                           | Max Meilich Luftig             | Max Meilich Luftig geb. 19.3.1884 Flucht: 1939 Frankreich Deportation: Durchgangslager Drancy 7.10.1943 Auschwitz Tod 12.10.1943                                                                                           | 29. Juni 2025     |                                                            |                                                                                |
| Obermainanlage 3 ·                           | Mina Mindel Luftig             | Mina Mindel Luftig, geb. Kukurudz geb. 1.1.1888 Flucht: 1939 Frankreich Deportation: Durchgangslager Drancy 7.10.1943 Auschwitz Tod 12.10.1943                                                                             | 18. Juni 2024     |                                                            |                                                                                |
| Röderbergweg 41 ·                            | Albert Stiefel                 | Albert Stiefel geb. 1880 "Schutzhaft" 1938 KZ Buchenwald Flucht 1939 England 1940 USA | 18. Juni 2024     |                                                            |                                                                                |
| Röderbergweg 41 ·                            | Blanka Stiefel                 | Blanka Stiefel, geb. Fisch geb. 18.2.1893 1893 Flucht 1940 Italien 1940 USA | 18. Juni 2024     |                                                            |                                                                                |
| Röderbergweg 41 ·                            | Hans Stiefel                   | Hans Stiefel geb. 4.2.1924 Flucht 1940 Italien 1940 USA | 18. Juni 2024     |                                                            |                                                                                |
| Röderbergweg 41 ·                            | Eva Stiefel                    | Eva Stiefel geb. 20.7.1922 Flucht 1940 Italien 1940 USA | 18. Juni 2024     |                                                            |                                                                                |
| Sandweg 76 ·                                 | Ferdinand Steigerwald          | Ferdinand Steigerwald geb. 1908 "Schutzhaft" 1938 KZ Buchenwald ermordet März 1939 | 17. Juni 2024     |                                                            |                                                                                |
| Sandweg 76 ·                                 | Balbina Steigerwald            | Balbina Steigerwald, geb. Knebel? geb. 1907 ausgegrenzt / drangsaliert überlebt | 17. Juni 2024     |                                                            |                                                                                |
| Habsburgerallee 30 ·                         | Sophia Steigerwald             | Sophia Steigerwald, geb. Schuster geb. 1878 deportiert 1942 Theresienstadt 1944 Auschwitz ermordet | 17. Juni 2024     |                                                            |                                                                                |
| Habsburgerallee 30 ·                         | Moritz Moses Steigerwald       | Moritz Moses Steigerwald geb. 1870 deportiert 1942 Theresienstadt ermordet 19.2.1944 | 17. Juni 2024     |                                                            |                                                                                |
| Habsburgerallee 17 ·                         | Joachim Beilacher              | Joachim Beilacher geb. 1896 Zeugin Jehovas 1936 von der Reichsbahn entlassen Gestapoverhör Flucht 1936 Argentinien | 17. Juni 2024     |                                                            |                                                                                |
| Habsburgerallee 17 ·                         | Ida Beilacher                  | Ida Beilacher, geb. Baumann verw. Wallenfelsgeb. geb. 1896 Zeugin Jehovas Flucht 1936 Argentinien | 17. Juni 2024     |                                                            |                                                                                |
| Habsburgerallee 17 ·                         | Joachim Walter Beilacher       | Joachim Walter Beilacher geb. 1922 Zeugin Jehovas Flucht 1936 Argentinien | 17. Juni 2024     |                                                            |                                                                                |
| Waldschmidtstraße 30 ·                       | Louis Stern                    | Louis Stern geb. 8.7.1891 Deportation 15.09.1942 Theresienstadt befreit | 22. Sep. 2023     |                                                            |                                                                                |
| Waldschmidtstraße 30 ·                       | Gertrud Stern                  | Gertrud Stern geb. Fackenheim geb. 17.11.1898 Deportation 15.09.1942 Theresienstadt befreit | 22. Sep. 2023     |                                                            |                                                                                |
| Waldschmidtstraße 30 ·                       | Gisela Stern                   | Gisela Stern geb. 26.03.1931 Deportation 15.09.1942 Theresienstadt befreit | 22. Sep. 2023     |                                                            |                                                                                |
| Waldschmidtstraße 30 ·                       | Rosa Stern                     | Rosa Stern gebl. Katz geb. 1891 Gedemütigt, entrechtet tod 12.09.1937 | 22. Sep. 2023     |                                                            |                                                                                |
| Obermainanlage 12 ·                          | Fritz Scheindlinger            | Fritz Scheindlinger geb. 11.5.1897 Flucht Ende 1939/Anfang 1940 Belgien mit Hilfe überlebt | 1. Juli 2023      |                                                            |                                                                                |
| Obermainanlage 12 ·                          | Gella Singer                   | Gella Singer geb. Scheindlinger geb. 20.5.1894 Deportation 15.9.1942 Theresienstadt Auschwitz tot 19.10.1944 | 1. Juli 2023      |                                                            |                                                                                |
| Obermainanlage 12 ·                          | Elias Singer                   | Elias Singer geb. 19.10.1885 Deportation 15.9.1942 Theresienstadt 19.10.1944 Auschwitz tot unbekannt | 1. Juli 2023      |                                                            |                                                                                |
| Obermainanlage 12 ·                          | Malka A. Weinsteiner           | Malka A. Weinsteiner geb. 4.8.1900 Deportation 1942 Auschwitz tot unbekannt | 1. Juli 2023      |                                                            |                                                                                |
| Obermainanlage 12 ·                          | Josef Weinsteiner              | Josef Weinsteiner geb. 21.7.1898 "Polen-Aktion" 1938 Haft 9.9.1939 Polizeigefängnis F-Preungesheim Deportation: 18.11.1939 KZ Sachsenhausen KZ Ravensbrück, 25.3.1942 Tötungsanstalt Bernburg a.d. Saale tot 25.3.1942     | 1. Juli 2023      |                                                            |                                                                                |
| Obermainanlage 12 ·                          | Ellen Weinsteiner              | Ellen Weinsteiner geb. 30.1.1929 Flucht 1938 USA | 1. Juli 2023      |                                                            |                                                                                |
| Ostendstraße 56 ·                            | Gustav Oppenheimer             | Gustav Oppenheimer geb. 14.11.1862 Deportation 15.9.1942 Theresienstadt tod 27.1.1943 | 1. Juli 2023      |                                                            |                                                                                |
| Ostendstraße 56 ·                            | Dina Oppenheimer               | Dina Oppenheimer geb. Kron geb. 08.06.1864 Deportation 15.9.1942 Theresienstadt tod 13.12.1943 | 1. Juli 2023      |                                                            |                                                                                |
| Ostendstraße 56 ·                            | Dora Oppenheimer               | Dora Oppenheimer geb. 27.12.1890 Deportation 15.9.1942 Theresienstadt 16.10.1944 Auschwitz tod unbekannt | 1. Juli 2023      |                                                            |                                                                                |
| Ostendstraße 56 ·                            | Mathilde Emmerich              | Mathilde Emmerich geb. Oppenheimer geb. 22.12.1894 Flucht 1933 Frankreich Deportiert Lager Gurs überlebt | 1. Juli 2023      |                                                            |                                                                                |
| Ostendstraße 56 ·                            | Bertha Oppenheimer             | Bertha Oppenheimer geb. 08.11.1894 Deportation Richtung Osten tod unbekannt | 1. Juli 2023      |                                                            |                                                                                |
| Habsburgerallee 15 ·                         | Rosa Hägele                    | Rosa Engler geb. 1913 Zeugin Jehovas verhaftet 1938 Gefängnis Frankfurt KZ Lichtenburg, KZ Ravensbrück befreit | 16. Mai 2023      |                                                            |                                                                                |
| Scheidswaldstraße 17 ·                       | Anna Engler                    | Anna Engler geb. Gahm geb. 19.8.1892 Zeugin Jehovas verhaftet 1935, 1936, 1937 Frankfurt, Darmstadt, KZ Lichtenburg 1939 entlassen                                                                                         | 16. Mai 2023      |                                                            |                                                                                |
| Howaldtstraße 10 ·                           | Moses Anspach                  | Moses Anspach geb. 15.04.1889 Haft: 16.11.-17.12.1938 KZ Dachau, Deportation: 15.9.1942 Theresienstadt 1.10.1944 Auschwitz tot unbekannt                                                                                   | 15. Mai 2023      |                                                            |                                                                                |
| Howaldtstraße 10 ·                           | Plantina Anspach               | Plantina („Dina“) Anspach geb. Rosenthal geb. 26.01.1890 Deportation: 15.9.1942 Theresienstadt 1944 Auschwitz tot unbekannt                                                                                                | 15. Mai 2023      |                                                            |                                                                                |
| Howaldtstraße 10 ·                           | Ludwig Rothschild              | Ludwig Rothschild geb. 03.08.1906 Haft: 10.11.1938–18.1.1939 KZ Dachau Flucht 1940 USA | 15. Mai 2023      |                                                            |                                                                                |
| Howaldtstraße 10 ·                           | Ilse Rothschild                | Ilse Rothschild geb. Anspach geb. 28.05.1918 Flucht 1941 USA | 15. Mai 2023      |                                                            |                                                                                |
| Howaldtstraße 10 ·                           | Betty Baum                     | Betty Baum geb. Anspach geb. 23.08.1919 Flucht 1939 England | 15. Mai 2023      |                                                            |                                                                                |
| Howaldtstraße 10 ·                           | Lotti Anspach                  | Lotti Anspach geb. 26.05.1922 ab 1940 Zwangsarbeit in Berlin Deportation 3.3.1943 Auschwitz tot unbekannt | 15. Mai 2023      |                                                            |                                                                                |
| Brüder-Grimm-Straße 35 ·                     | Auguste Federlein              | Auguste Federlein, geb. Mayer Jg. 1883 Deportiert Lublin ermordet 1942 | 9. Mai 2022       |                                                            |                                                                                |
| Brüder-Grimm-Straße 35 ·                     | Anni Federlein                 | Anni Federlein Jg. 1918 Deportiert 1942 KZ Theresienstadt ermordet 12.11.1942 | 9. Mai 2022       |                                                            |                                                                                |
| Brüder-Grimm-Straße 35 ·                     | Hilde Federlein                | Hilde Federlein Jg. 1918 Flucht 1940 Palästina | 9. Mai 2022       |                                                            |                                                                                |
| Brüder-Grimm-Straße 35 ·                     | Max Federlein                  | Max Federlein Jg. 1912 Flucht 1937 Palästina | 9. Mai 2022       |                                                            |                                                                                |
| Waldschmidtstraße 7 ·                        | Sally Klein                    | Albert Klein geb. ? Flucht | 10. Mai. 2022     |                                                            |                                                                                |
| Waldschmidtstraße 7 ·                        | Leia Lotte Klein               | Leia Lotte Klein, geb. Zenger geb. 18.12.1887 1938 „Polen-Aktion“, Bentschen tod unbekannt | 10. Mai. 2022     |                                                            |                                                                                |
| Waldschmidtstraße 7 ·                        | Albert Klein                   | Albert Klein geb. 18.04.1923 Flucht Palästina | 10. Mai. 2022     |                                                            |                                                                                |
| Uhlandstraße 38 ·                            | Meier Hauser                   | Meier Hauser geb. 21.09.1887 1938 „Polen-Aktion“, Bentschen tod unbekannt | 11. Juni 2022     |                                                            |                                                                                |
| Uhlandstraße 38 ·                            | Rachel Hauser                  | Rachel Hauser, geb. Steinbock geb. 6.12.1889 1938 „Polen-Aktion“, Bentschen tod unbekannt | 11. Juni 2022     |                                                            |                                                                                |
| Uhlandstraße 38 ·                            | Fanny Nurith Hauser            | Fanny Nurith Hauser geb. 15.05.1914 Flucht Palästina 1936 | 11. Juni 2022     |                                                            |                                                                                |
| Uhlandstraße 38 ·                            | Ruth Rebekka Hauser            | Ruth Rebekka Hauser geb. 26.03.1925 1938 „Polen-Aktion“, Bentschen tod unbekannt | 11. Juni 2022     |                                                            |                                                                                |
| Uhlandstraße 38 ·                            | Berta Hauser                   | Berta Hauser geb. 30.12.1926 1938 „Polen-Aktion“, Bentschen tod unbekannt | 11. Juni 2022     |                                                            |                                                                                |
| Uhlandstraße 38 ·                            | Rosel Hauser                   | Rosel Hauser geb. ? Flucht Palästina | 11. Juni 2022     |                                                            |                                                                                |
| Uhlandstraße 38 ·                            | Erna Abraham                   | Erna Abraham geb. 04.11.1912 Tod im Jahr 1939 | 11. Juni 2022     |                                                            |                                                                                |
| Uhlandstraße 38 ·                            | Leo Abraham                    | Leo Abraham geb. 28.07.1909 1938 „Polen-Aktion“, Bentschen Tod unbekannt | 11. Juni 2022     |                                                            |                                                                                |
| Uhlandstraße 38 ·                            | Josef Abraham                  | Josef Abraham geb. 1914 gedemütigt/diskriminiert tot 30. Januar 1933 | 11. Juni 2022     |                                                            |                                                                                |
| Uhlandstraße 38 ·                            | Frieda Abraham                 | Frieda Abraham geb. 31.12.1909 Flucht nach Zypern | 11. Juni 2022     |                                                            |                                                                                |
| Uhlandstraße 38 ·                            | Selma Shulamit Abraham         | Selma Shulamit Abraham geb. 25.07.1918 Flucht Palästina | 11. Juni 2022     |                                                            |                                                                                |
| Hanauer Landstr. 314-326 ·                   | Messer & Co. GmbH              | Messer & Co. GmbH Apparate und Werkzeuge Hier in Zwangsarbeit 1941–1945 Frauen und Männer aus Russland (145), Weißruthenien (27) Bulgarien (5), Litauen (50), Frankreich (120), Belgien (25) Niederlande (65), Italien (7) | 27. Juni. 2021    |                                                            | siehe Wiki-Artikel Stolperschwelle für das Zwangsarbeiter-Lager der Fa. Messer |
| Hanauer Landstr. 314-326 ·                   | Raymond Petitijean             | Raymond Petitijean geb. 27.04.1920 Frankreich Zwangsarbeit 1943 verhaftet 1944 „Diebstahl“ hingerichtet 12.12.1944 | 27. Juni. 2021    |                                                            |                                                                                |
| Waldschmidtstraße 83 ·                       | Max Weil                       | Max Weil geb. 13.6.1887 Verhaftet 10.12.1939 Gefängnis Frankfurt a. Main 1942 KZ Mauthausen ermordet 16.9.1942 | 3. Sep. 2021      |                                                            |                                                                                |
| Uhlandstraße 58 ·                            | Israel Mendel Klausner         | Israel Mendel Klausner Jg. 1882 Flucht 1936 Frankreich interniert Drancy ermordet im besetzten Polen | 4. Sep. 2021      |                                                            |                                                                                |
| Uhlandstraße 58 ·                            | Lea Klausner                   | Lea Klausner, geb. Ralibort Jg. 1885 Flucht 1936 Frankreich interniert Drancy ermordet im besetzten Polen | 4. Sep. 2021      |                                                            |                                                                                |
| Uhlandstraße 58 ·                            | Heinrich Klausner              | Heinrich Klausner Jg. 1910 Flucht 1936 Frankreich mit Hilfe überlebt | 4. Sep. 2021      |                                                            |                                                                                |
| Uhlandstraße 58 ·                            | Hans Klausner                  | Hans Klausner Jg. 1912 Flucht 1936 England 1933 USA | 4. Sep. 2021      |                                                            |                                                                                |
| Gagernstraße 17 ·                            | Hugo Lindheim                  | Hugo Lindheim geb. 8.7.1892 Flucht 1933 Belgien interniert Mechelen deportiert 1943 ermordet in Auschwitz | 20. Juni 2020     |                                                            | Siehe auch Wiki Artikel                                                        |
| Gagernstraße 17 ·                            | Mathilde Lindheim              | Mathilde Lindheimd, geb. Rachenheimer geb. 14.2.1892 Flucht 1937 Belgien interniert Mechelen deportiert 1943 ermordet in Auschwitz                                                                                         | 20. Juni 2020     |                                                            |                                                                                |
| Gagernstraße 17 ·                            | Laura Lore Lindheim            | Laura Lore Lindheimd geb. 19.11.1921 Flucht 1937 Belgien interniert Mechelen deportiert 1943 ermordet in Auschwitz | 20. Juni 2020     |                                                            |                                                                                |
| Röderbergweg 53 ·                            | Carola Rosenwald               | Carola Rosenwald Jg. 1904 Flucht 1933 Frankreich | 5. Okt. 2021      |                                                            |                                                                                |
| Röderbergweg 53 ·                            | David Rosenwald                | David Rosenwald Jg. 1879 deportiert 1939 Lodz unbekannt | 5. Okt. 2021      |                                                            |                                                                                |
| Röderbergweg 53 ·                            | Klara Rosenwald                | Klara Rosenwald, geb. Pulfer Jg. 1876 deportiert 1939 Lodz ermordet 30.1.1942 | 5. Okt. 2021      |                                                            |                                                                                |
| Röderbergweg 53 ·                            | Ludwig Rosenwald               | Ludwig Rosenwald Jg. 1902 Flucht 1933 Frankreich, Montfaret ermordet 7.3.1942 | 5. Okt. 2021      |                                                            |                                                                                |
| Luxemburgerallee 36 ·                        | Hanna Hellmann                 | Hanna Hellmann geb. 31.10.1877 eingewiesen 1935 Jacoby'sche Anstalt Bendorf-Sayn deportiert 1942 Sobibor ermordet 15.6.1942                                                                                                | 20. Juni 2020     |                                                            | Siehe auch Wiki Artikel                                                        |
| Luxemburgerallee 36 ·                        | Julius Hellmann                | Julius Hellmann geb. 9.8.1876 verhaftet 22.1.1938 Dachau sog. Rassenschande Buchenwald ermordet 2.1.1939 | 20. Juni 2020     |                                                            |                                                                                |
| Königswarterstraße 13 ·                      | Izaak de Jong                  | Izaak de Jong geb. 23.1.1893 Flucht 8.12.1938 Holland Deportation 3.10.1942 Westerbork 12.10.1942 Auschwitz befreit | 22. Okt. 2020     |                                                            |                                                                                |
| Königswarterstraße 13 ·                      | Meta de Jong                   | Meta de Jong, geb. Neuhaus geb. 17.8.1896 Flucht 8.12.1938 Holland Deportation 3.10.1942 Westerbork 16.10.1942 Auschwitz Tod 16.10.1942                                                                                    | 22. Okt. 2020     |                                                            |                                                                                |
| Königswarterstraße 13 ·                      | Hans de Jong                   | Hans de Jong geb. 18.2.1924 Flucht 8.12.1938 Holland Deportation 3.10.1942 Westerbork 12.10.1942 Auschwitz Tod 13.11.1942                                                                                                  | 22. Okt. 2020     |                                                            |                                                                                |
| Königswarterstraße 13 ·                      | Walther de Jong                | Walther de Jong geb. 4.9.1925 Flucht 8.12.1938 Holland Deportation 3.10.1942 Westerbork 12.10.1942 Auschwitz Tod 28.2.1943                                                                                                 | 22. Okt. 2020     |                                                            |                                                                                |
| Königswarterstraße 13 ·                      | Kurt de Jong                   | Kurt de Jong geb. 8.5.1932 Flucht 8.12.1938 Holland Deportation 3.10.1942 Westerbork 16.10.1942 Auschwitz Tod 19.11.1942                                                                                                   | 22. Okt. 2020     |                                                            |                                                                                |
| Ostendstraße 63 / 65 ·                       | Christine Berlinger            | Christine Berlinger Jg. 1943 Eingewiesen 26.3.1943 Heilanstalt Eichberg 'Kinderfachabteilung' ermordet 7.4.1943 | 22. Okt. 2020     |                                                            |                                                                                |
| Grüne Straße 30 ·                            | Roeschen Abt                   | Roeschen Abt geb. Lowenthal geb. 20.11.1874 deportation 15.9.1942 KZ Theresienstadt Tod 13.12.1942 | 22. Okt. 2020     | Stolperstein Gruene Str. 30 Abt Roeschen                   |                                                                                |
| aße 6 ·                                      | Sabine Einhorn                 | Sabine Einhorn, geb. Bletz geb. 4.1.1890 1932 Heilanstalt Hadamar 1939 „Heilanstalt“ Gießen Deportation 25.9.1940 Brandenburg tod 1.10.1940                                                                                | 22. Okt. 2019     | Stolperstein Obermainstr. 6 Einhorn Sabine                 | 1500 Stolperstein in Frankfurt am Main                                         |
| aße 6 ·                                      | Philipp Einhorn                | Philipp Linz geb. 10.12.1880 Flucht: 1939 Belgien Todesdatum: unbekannt | 22. Okt. 2019     | Stolperstein Obermainstr. 6 Einhorn Philipp                |                                                                                |
| aße 6 ·                                      | Mendel Einhorn                 | Mendel Einhorn geb. 3.2.1920 Deportation: Mauthausen Todesdatum: 4.9.1941 | 22. Okt. 2019     | Stolperstein Obermainstr. 6 Einhorn Mendel                 |                                                                                |
| aße 6 ·                                      | Bertha Einhorn                 | Bertha Linz geb. 23.9.1924 Flucht 1939 England | 22. Okt. 2019     | Stolperstein Obermainstr. 6 Einhorn Bertha                 |                                                                                |
| aße 6 ·                                      | Josef Karniel Einhorn          | Josef Karniel Linz geb. 28.11.1925 Flucht Januar 1939 Palästina Kindertransport | 22. Okt. 2019     | Stolperstein Obermainstr. 6 Einhorn Josef                  |                                                                                |
| aße 6 ·                                      | Edith Einhorn                  | Edith Linz geb. 25.5.1930 Deportation: 15.9.1942 Theresienstadt 18.05.1944 Auschwitz Todesdatum: unbekannt | 22. Okt. 2019     | Stolperstein Obermainstr. 6 Einhorn Edith                  |                                                                                |
| aße 6 ·                                      | David Einhorn                  | David Linz geb. 4.11.1932 Deportation: 15.9.1942 Theresienstadt 18.05.1944 Auschwitz Todesdatum: unbekannt | 22. Okt. 2019     | Stolperstein Obermainstr. 6 Einhorn David                  |                                                                                |
| Windeckstraße 17 ·                           | Manfred Linz                   | Manfred Linz geb. 7.2.1936 Deportation 3.6.1943 Hadamar tod 12.8.1943 | 22. Okt. 2019     | Stolperstein Windeckstr. 17 Linz Manfred                   |                                                                                |
| Windeckstraße 17 ·                           | Max Linz                       | Max Linz geb. 8.8.1868 tot 10.7.1940 jüdischen Krankenhaus | 22. Okt. 2019     | Stolperstein Windeckstr. 17 Linz Max                       |                                                                                |
| Rhönstraße 2 ·                               | Max Neumann                    | Max Neumann geb. 13.6.1894 Flucht: 1938 Frankreich, überlebte im Versteck | 24. Juni 2019     | Stolperstein Rhoenstr. 2 Neumann Max                       |                                                                                |
| Obermainstraße 12 ·                          | Leopold Fürth                  | Leopold Fürth geb. 10.2.1882 Deportation Hadamar, 25.9.1940 Heil- und Pflegeanstalt Gießen 1.10.1940 Brandenburg tod 1.10.1940                                                                                             | 24. Juni 2019     | Stolperstein Obermainstr. 12 Fuerth Leopold                |                                                                                |
| Grüne Straße 40 ·                            | Dorette Roos                   | Dorette Roos, geb. Hirsch geb. 9.6.1881 Deportation 18.8.1942 KZ Theresienstadt tod 11.11.1942 | 23. Juni 2019     | Stolperstein Gruene Str. 40 Roos Dorette                   |                                                                                |
| Grüne Straße 40 ·                            | Judith Roos                    | Judith Roos geb. 9.5.1903 Flucht 1935 Palästina | 23. Juni 2019     | Stolperstein Gruene Str. 40 Roos Judith                    |                                                                                |
| Grüne Straße 40 ·                            | Jakob Roos                     | Jakob Roos geb. 15.2.1873 tod 21.11.1939 | 23. Juni 2019     | Stolperstein Gruene Str. 40 Roos Jakob                     |                                                                                |
| Grüne Straße 40 ·                            | Ester Roos                     | Ester Roos geb. 31.8.1908 Flucht 1934 Italien / USA | 23. Juni 2019     | Stolperstein Gruene Str. 40 Roos Ester                     |                                                                                |
| Am Tiergarten 52 ·                           | Bertha Wormser                 | Bertha Wormser, geb. Kahn geb. 5.2.1867 Deportation 18.8.1942 Theresienstadt tod 18.10.1942 | 19. Mai 2018      | Stolperstein am Tiergarten 52 Berta Wormser                |                                                                                |
| Sonnemannstraße 79 ·                         | Ilse Ruth Oestreicher          | Ilse Ruth Oestreicher, geb. Hirsch geb. 2.12.1922 Deportation 11.6.1942 Region Lublin tod unbekannt | 19. Mai 2018      | Stolperstein Sonnemannstr. 79 Oestreicher Ilse Ruth        |                                                                                |
| Sonnemannstraße 79 ·                         | Ludwig Oestreicher             | Ludwig Oestreicher geb. 31.10.1902 Deportation 11.6.1942 Region Lublin tod 17.6.1942 Majdanek | 19. Mai 2018      | Stolperstein Sonnemannstr. 79 Ludwig Oestreicher           |                                                                                |
| Obermainstraße 11/I ·                        | Walter Hirsch                  | Walter Hirsch geb. 25.7.1911 Deportation 1942 KZ Auschwitz tod 6.6.1942 | 19. Mai 2018      | Stolperstein Obermainstr. 11 Walter Hirsch                 |                                                                                |
| Obermainstraße 11/I ·                        | Helene Hirsch                  | Helene Hirsch, geb. Lindheimer geb. 1.7.1922 Deportation 21.8.1942 Ravensbrück KZ Auschwitz tod 5.11.1942 | 19. Mai 2018      | Stolperstein Obermainstr. 11 Helene Hirsch                 |                                                                                |
| Uhlandstraße 38 ·                            | Israel Bergmann                | Israel Bergmann geb. 2.12.1888 Flucht 1939 Frankreich Deportation 9.9.1942 KZ Auschwitz tod 1.9.1942 | 18. Mai 2018      | Stolperstein Uhlandstr. 38 Bergmann Israel                 |                                                                                |
| Uhlandstraße 38 ·                            | Gustel Ester Bergmann          | Gustel Ester Bergmann geb. Mandel geb. 7.7.1898 Deportation 11.11.1941 Minsk tod unbekannt | 18. Mai 2018      | Stolperstein Uhlandstr. 38 Bergmann Gustel Ester           |                                                                                |
| Uhlandstraße 38 ·                            | Leopold Bergmann               | Leopold Bergmann geb. 4.4.1905 Flucht 1937 Australien | 18. Mai 2018      | Stolperstein Uhlandstr. 38 Bergmann Leopold                |                                                                                |
| Uhlandstraße 38 ·                            | Nora Bergmann                  | Nora Bergmann geb. 28.4.1926 Flucht 1938 Kindertransport England | 18. Mai 2018      | Stolperstein Uhlandstr. 38 Bergmann Nora                   |                                                                                |
| Uhlandstraße 38 ·                            | Israel Chaim Karpf             | Israel Chaim Karpf geb. 25.8.1894 Haft 9.9.1939 - 11.3.1942 Buchenwald Deportation 11.3.1942 Bernburg Tod 11.3.1942 | 18. Mai 2018      | Stolperstein Uhlandstr. 38 Karpf Chaim                     |                                                                                |
| Uhlandstraße 38 ·                            | Faiga Karpf                    | Faiga Karpf geb. Greismann geb. 10.7.1892 Deportation 1942 Tod unbekannt | 18. Mai 2018      | Stolperstein Uhlandstr. 38 Karpf Faiga                     |                                                                                |
| Uhlandstraße 38 ·                            | Viktor Avigdor Karpf           | Viktor Avigdor Karpf geb. 13.8.1922 Deportation 1938 Polenaktion Bentschen Flucht 1939 Palästina | 18. Mai 2018      | Stolperstein Uhlandstr. 38 Viktor Avigdor Karpf            |                                                                                |
| Uhlandstraße 38 ·                            | Moses L. Karpf                 | Moses L. Karpf geb. 2.12.1928 Deportation 1942 tod unbekannt | 18. Mai 2018      | Stolperstein Uhlandstr. 38 Karpf Moses l                   |                                                                                |
| Uhlandstraße 38 ·                            | Zysie Aron Karpf               | Zysie Aron Karpf geb. 7.8.1920 Flucht 1936 Palästina | 18. Mai 2018      | Stolperstein Uhlandstr. 38 Karpf Zysie Aron                |                                                                                |
| Uhlandstraße 38 ·                            | Meilech Hermann Karpf          | Meilech Hermann Karpf geb. 10.11.1923 Deportiert 1938 Bentschen Flucht 1939 England | 18. Mai 2018      | Stolperstein Uhlandstr. 38 Meilechhermann Karpf            |                                                                                |
| Hanauer Landstraße 1 ·                       | Arno Mainzer                   | Aron Mainzer geb. 5.1.1877 Flucht 27.2.1939 | 22. Juni 2017     | Stolperstein Hanauer Landstraße 1 Mainzer Aron             |                                                                                |
| Hanauer Landstraße 1 ·                       | Ida Mainzer                    | Ida Mainzer, geb. Rosenbaum geb. 4.7.1889 Flucht 27.2.1939 Palästina | 22. Juni 2017     | Stolperstein Hanauer Landstraße 1 1 Mainzer Ida            |                                                                                |
| Hanauer Landstraße 1 ·                       | Helene Mainzer                 | Helene Mainzer geb. 13.2.1920 Flucht 1939 Holland | 22. Juni 2017     | Stolperstein Hanauer Landstraße 1 Mainzer Helene           |                                                                                |
| Hanauer Landstraße 1 ·                       | Ruth Mainzer                   | Ruth Mainzer geb. 20.1.1922 Flucht 27.2.1939 Palästina | 22. Juni 2017     | Stolperstein Hanauer Landstraße 1 Mainzer Ruth             |                                                                                |
| Hanauer Landstraße 1 ·                       | Jona Mainzer                   | Jona Mainzer geb. 29.8.1923 Flucht 27.2.1939 Palästina | 22. Juni 2017     | Stolperstein Hanauer Landstraße 1 Mainzer Jona             |                                                                                |
| Hanauer Landstraße 1 ·                       | Dina Mainzer                   | Dina Mainzer geb. 31.8.1925 Flucht 27.2.1939 Palästina | 22. Juni 2017     | Stolperstein Dina Mainzer                                  |                                                                                |
| Obermainstraße 28 ·                          | Siegfried Risch                | Siegfried Risch geb. 17.8.1876 Flucht Holland 1936 deportiert 15.7.1943 Westerbork deportiert 20.7.1943 Sobibor ermordet 23.7.1943                                                                                         | 22. Juni 2017     | Stolperstein Obermainstraße28 Risch Siegfried              |                                                                                |
| Obermainstraße 28 ·                          | Edith Risch                    | Edith Risch geb. 23.03.1905 Flucht Palästina | 22. Juni 2017     | Stolperstein Obermainstraße 28 Risch Edith                 |                                                                                |
| Obermainstraße 28 ·                          | Mirjam Risch                   | Mirjam Risch geb. 25.03.1905 Flucht Palästina | 22. Juni 2017     | Stolperstein Obermainstraße 28 Risch Mirjam                |                                                                                |
| Obermainstraße 28 ·                          | Jsaak Risch                    | Jsaak Risch geb. 27.03.1905 Flucht Holland 1933 Palästina 1935 | 22. Juni 2017     | Stolperstein Obermainstraße 28 Risch Jsaak                 |                                                                                |
| Obermainstraße 28 ·                          | Lea Kela Risch                 | Lea Kela Risch geb. 1915 Flucht Holland 1936 deportiert 1943 Westerbork deportiert 1943 Sobibor ermordet 23.7.1943 | 22. Juni 2017     | Stolperstein Obermainstraße 28 Risch Lea Kela              |                                                                                |
| Obermainstraße 28 ·                          | Golda Hanna Risch              | Golda Hanna Risch geb. 11.10.1922 Flucht Holland 1936 deportiert 15.7.1943 Westerbork deportiert 20.7.1943 Sobibor ermordet 23.7.1943                                                                                      | 22. Juni 2017     | Stolperstein Obermainstraße 28 Risch Golda Hanna           |                                                                                |
| Oskar-von-Miller-Straße 10 ·                 | Ernestine Friedmann            | Ernestine Friedmann geb. Ziegelmann geb. 04.10.1909 deportiert 1941 Kaunas ermordet 25.11.1941 | 22. Juni 2017     | Stolperstein Oskar-von-Miller-Straße 4 Friedmann Ernestine |                                                                                |
| Oskar-von-Miller-Straße 10 ·                 | Judith Friedmann               | Judith Friedmann geb. 26.05.1939 deportiert 1941 Kaunas ermordet 25.11.1941 | 22. Juni 2017     | Stolperstein Oskar-von-Miller-Straße 4 Friedmann Judith    |                                                                                |
| Oskar-von-Miller-Straße 10 ·                 | Moritz Friedmann               | Moritz Friedmann geb. 10.11.1906 „Schutzhaft“ 1938 Dachau 1939 Flucht Frankreich | 22. Juni 2017     | Stolperstein Oskar-von-Miller-Straße 4 Friedmann Moritz    |                                                                                |
| Mousonstraße 20 ·                            | Bernhard Levi                  | Bernhard Levi geb. 12.08.1895 deportiert Region Lublin ermordet | 20. Mai 2016      | Stolperstein Mousonstraße 20 Levi Bernhard                 |                                                                                |
| Mousonstraße 20 ·                            | Greta Levi                     | Greta Levi geb. 23.01.1907 deportiert Majdanek ermordet | 20. Mai 2016      | Stolperstein Mousonstraße 20 Levi Greta                    |                                                                                |
| Grüne Straße 42 ·                            | Sally Rosenbaum                | Sally Rosenbaum geb. 3.10.1877 deportiert 19.10.1941 Lodz ermordet | 19. Mai 2016      | Stolperstein Gruene Straße 42 Rosenbaum Sally              |                                                                                |
| Grüne Straße 42 ·                            | Lina Rosenbaum                 | Lina Rosenbaum geb. 4.10.1886 deportiert 19.10.1941 Lodz ermordet | 19. Mai 2016      | Stolperstein Gruene Straße 42 Rosenbaum Lina               |                                                                                |
| Rückertstraße 51 ·                           | Jenny Droller                  | Jenny Droller, geb. Sonn geb. 16.06.1877 deportiert 01.09.1942 KZ Theresienstadt ermordet 15.05.1943 | 19. Mai 2016      | Stolperstein Rueckertstraße 51 Droller Jenny               |                                                                                |
| Rückertstraße 51 ·                           | Bella Droller                  | Bella Droller geb. 24.06.1903 Flucht Palästina | 19. Mai 2016      | Stolperstein Rueckertstraße 51 Droller Bella               |                                                                                |
| Rückertstraße 51 ·                           | Max Moses Droller              | Max Moses Droller geb. 17.02.1907 Flucht 1939 USA | 19. Mai 2016      | Stolperstein Rueckertstraße 51 Droller Max Moses           |                                                                                |
| Rückertstraße 51 ·                           | Gustav Gerson Droller          | Gustav Gerson Droller geb. 06.07.1913 Flucht 1938 USA | 19. Mai 2016      | Stolperstein Rueckertstraße 51 Droller Gustav Gerson       |                                                                                |
| Rückertstraße 51 ·                           | David Hirsch Droller           | David Hirsch Droller geb. 22.01.1875 deportiert 01.09.1942 KZ Theresienstadt ermordet 23.03.1943 | 19. Mai 2016      | Stolperstein Rueckertstraße 51 Droller David Hirsch        |                                                                                |
| Scheidswaldstraße 41 ·                       | Johanna Hagner                 | Johanna Hagner geb. 28.2.1878 deportiert 8.1.1944 Theresienstadt 15.5.1944 Auschwitz unbekannt | 19. Okt. 2015     | Stolperstein Scheidswaldstraße 41 Hagner Johanna           |                                                                                |
| Röderbergweg 65 ·                            | Moritz Ledermann               | Moritz Ledermann geb. 13.2.1882 deportiert 19.10.1941 Lodz unbekannt | 19. Okt. 2015     | Stolperstein Roederbergweg 65 Ledermann Moritz             |                                                                                |
| Röderbergweg 65 ·                            | Minna Ledermann                | Minna Ledermann geb. 12.6.1888 deportiert 19.10.1941 Lodz unbekannt | 19. Okt. 2015     | Stolperstein Roederbergweg 65 Ledermann Minna              |                                                                                |
| Röderbergweg 65 ·                            | Ilse Ledermann                 | Ilse Ledermann Jg. 1921 Flucht 1939 England | 19. Okt. 2015     |                                                            |                                                                                |
| Röderbergweg 65 ·                            | Bernhard Ledermann             | Bernhard Ledermann geb. 11.03.1913 Flucht 1936 Südafrika | 19. Okt. 2015     | Stolperstein Roederbergweg 65 Ledermann Bernhard           |                                                                                |
| Röderbergweg 65 ·                            | Max Ledermann                  | Max Ledermann geb. 30.03.1911 Flucht 1935 Südafrika | 19. Okt. 2015     | Stolperstein Roederbergweg 65 Ledermann Max                |                                                                                |
| Ostendstraße 62 ·                            | Johanna Goldschmidt            | Johanna Goldschmidt geb. 7.5.1933 deportiert 15.9.1942 Theresienstadt 6.10.1944 Auschwitz ermordet | 17. Mai 2015      | Stolperstein Ostendstraße 62 Goldschmidt Johanna           |                                                                                |
| Ostendstraße 62 ·                            | Klara Goldschmidt              | Klara Goldschmidt geb. 24.11.1930 deportiert 15.9.1942 Theresienstadt 6.10.1944 Auschwitz ermordet | 17. Mai 2015      | Stolperstein Ostendstraße 62 Goldschmidt Klara             |                                                                                |
| Ostendstraße 62 ·                            | Lina Goldschmidt geb. Grünlaub | Lina Goldschmidt geb. Grünlaub geb. 2.9.1898 deportiert 15.9.1942 Theresienstadt 6.10.1944 Auschwitz ermordet | 17. Mai 2015      | Stolperstein Ostendstraße 62 Goldschmidt Lina              |                                                                                |
| Ostendstraße 62 ·                            | Sally Goldschmidt              | Sally Goldschmidt geb. 9.1.1893 deportiert 15.9.1942 Theresienstadt 6.10.1944 Auschwitz ermordet | 17. Mai 2015      | Stolperstein Ostendstraße 62 Goldschmidt Sally             |                                                                                |
| Ostendstraße 53 (51) ·                       | Joseph Dukat                   | Joseph Dukat geb. 6.4.1870 deportiert 15.9.1942 Theresienstadt ermordet 10.10.1942 | 17. Mai 2015      | Stolperstein Ostendstraße 53 Dukat Joseph                  |                                                                                |
| Ostendstraße 53 (51) ·                       | Selma Dukat                    | Selma Dukat geb. 16.2.1903 deportiert 11.11.1941 Minsk ermordet | 17. Mai 2015      | Stolperstein Ostendstraße 53 Dukat Selma                   |                                                                                |
| Rückertstraße 47 ·                           | Emil Fiebermann                | Emil Fiebermann geb. 16.7.1869 deportiert 15.9.1942 Theresienstadt ermordet 27.11.1942 | 17. Mai 2015      | Stolperstein Rückertstraße 47 Fiebermann Emil              |                                                                                |
| Rückertstraße 47 ·                           | Adolf Fiebermann               | Adolf Fiebermann geb. 16.5.1904 Flucht 1939 USA | 17. Mai 2015      | Stolperstein Rückertstraße 47 Fiebermann Adolf             |                                                                                |
| Waldschmidtstraße 9 ·                        | Rosa Richter geb. Korn         | Rosa Richter geb. 29.9.1890 Haft 15.2.1942 deportiert am 29.9.1942 nach Auschwitz ermordet 26.7.1943 | 16. Mai 2015      | Stolperstein Waldschmidtstraße 9 Richter Rosa              |                                                                                |
| Uhlandstraße 21 ·                            | Bettina Anschel                | Bettina Anschel geb. Brader geb. 25.11.1872 deportiert 22.11.1941 Kaunas ermordet 25.11.1941 | 22. Juni 2013     | Stolperstein Uhlandstr. 21 Anschel Bettina                 |                                                                                |
| Uhlandstraße 21 ·                            | Jakob Anschel                  | Jakob Anschel geb. 10.4.1873 deportiert 22.11.1941 Kaunas ermordet 25.11.1941 | 22. Juni 2013     | Stolperstein Uhlandstr. 21 Anschel Jakob                   |                                                                                |
| Wittelsbacher Allee 46 ·                     | Alfred Auerbacher              | Alfred Auerbacher geb. 11.2.1938 deportiert 9.4.1943 Westerbork deportiert 11.5.1943 Sobibor ermordet 14.5.1943 | 21. Juni 2013     | Stolperstein Wittelsbacher Allee 46 Auerbacher Alfred      |                                                                                |
| Wittelsbacher Allee 46 ·                     | Jakob Auerbacher               | Jakob Auerbacher geb. 19.7.1880 Flucht 1936/7 Niederlande deportiert 9.4.1943 Westerbork deportiert 11.5.1943 Sobibor ermordet                                                                                             | 21. Juni 2013     | Stolperstein Wittelsbacher Allee 46 Auerbacher Jacob       |                                                                                |
| Wittelsbacher Allee 46 ·                     | Martha Auerbacher              | Martha Auerbacher geb. Seligmann geb. 29.12.1903 Flucht 1936/7 Niederlande deportiert 9.4.1943 Westerbork deportiert 11.5.1943 Sobibor ermordet 14.5.1943                                                                  | 21. Juni 2013     | Stolperstein Wittelsbacher Allee 46 Auerbacher Martha      |                                                                                |
| Uhlandstraße 2 · Haus · Stolpersteine        | Moritz Cohn                    | Moritz Cohn geb. 5.4.1873 eeportiert 24.9.1942 Theresienstadt ermordet 24.9.1942 | 7. Mai 2010       | Stolperstein Uhlandstraße 2 Moritz Cohn                    |                                                                                |
| Uhlandstraße 2 · Haus · Stolpersteine        | Gustav Zuntz                   | Gustav Zuntz geb. 9.11.1891 deportiert 15.9.1942 Theresienstadt ermordet 17.5.1944 | 7. Mai 2010       | Stolperstein Uhlandstraße 2 Gustav Zuntz                   |                                                                                |
| Uhlandstraße 2 · Haus · Stolpersteine        | Hedwig Zuntz                   | Hedwig Zuntz geb. Hammel geb. 6.12.1901 deportiert 15.9.1942 Theresienstadt und Auschwitz ermordet | 7. Mai 2010       | Stolperstein Uhlandstraße 2 Hedwig Zuntz                   |                                                                                |
| Wittelsbacher Allee 4 ·                      | Hermann Eschwege               | Hermann Eschwege geb. 8.9.1877 deportiert 11.6.1942 Region Lublin und Majdanek ermordet | 6. November 2007  | Stolperstein Wittelsbacher Allee 4 Hermann Eschwege        |                                                                                |
| Wittelsbacher Allee 4 ·                      | Paula Eschwege                 | Paula Eschwege geb. Wertheimer geb. 21.6.1886 deportiert 11.6.1942 Region Lublin und Majdanek ermordet | 6. November 2007  | Stolperstein Wittelsbacher Allee 4 Paula Eschwege          |                                                                                |
| Sandweg 34 ·                                 | Fanny Fried                    | Fanny Fried geb. Wertheim geb. 20.1.1873 deportiert 15.9.1942 Theresienstadt ermordet 16.11.1942 | 13. Mai 2012      | Stolperstein Sandweg 34 Fried Fanny                        |                                                                                |
| Sandweg 34 ·                                 | Max Fried                      | Max Fried geb. 25.1.1905 deportiert Region Lublin ermordet | 13. Mai 2012      | Stolperstein Sandweg 34 Fried Max                          |                                                                                |
| Sandweg 34 ·                                 | Meier Fried                    | Meier Fried geb. 27.10.1873 deportiert 15.9.1942 Theresienstadt ermordet 15.4.1944 | 13. Mai 2012      | Stolperstein Sandweg 34 Fried Meier                        |                                                                                |
| Mousonstraße 20 ·                            | Amalie Friedmann               | Amalie Friedmann geb. Roth geb. 8.8.1888 deportiert 28.10.1943 Auschwitz ermordet 22.12.1943 | 23. Februar 2006  | Stolperstein Mousonstrasse 20 Amalie Friedmann             |                                                                                |
| Uhlandstraße 50 ·                            | Esther Frümet Gawrylowicz      | Esther Frümet Gawrylowicz geb. Fischow geb. 25.5.1883 deportiert ? ermordet | 16. Februar 2009  | Stolperstein Uhlandstraße 50 Esther Frümet Gawrylowicz     |                                                                                |
| Uhlandstraße 50 ·                            | Benzijan Grynblatt             | Benzijan Grynblatt geb. 10.9.1866 deportiert 28.10.1938 Bentschen ermordet | 16. Februar 2009  | Stolperstein Uhlandstraße 50 Benzijan Grynblatt            |                                                                                |
| Uhlandstraße 50 ·                            | Tscharka Grynblatt             | Tscharka Grynblatt geb. Lindner geb. 12.4.1876 deportiert 28.10.1938 Bentschen ermordet | 16. Februar 2009  | Stolperstein Uhlandstraße 50 Tscharka Grynblatt            |                                                                                |
| Uhlandstraße 50 ·                            | Frieda Ruth Schoen             | Frieda Ruth Schoen geb. 1.1.1924 deportiert 15.9.1942 Theresienstadt und 12.10.1944 Auschwitz ermordet | 16. Februar 2009  | Stolperstein Uhlandstraße 50 Frieda Ruth Schoen            |                                                                                |
| Uhlandstraße 50 ·                            | Johanna Schoen                 | Johanna Schoen geb. Freimark geb. 3.10.1888 deportiert 15.9.1942 Theresienstadt und 12.10.1944 Auschwitz ermordet | 16. Februar 2009  | Stolperstein Uhlandstraße 50 Johanna Schoen                |                                                                                |
| Uhlandstraße 50 ·                            | Aron Stark                     | Aron Stark geb. 13.1.1889 deportiert 1939/1940 nach Sachsenhausen und Dachau ermordet 12.4.1941 | 16. Februar 2009  | Stolperstein Uhlandstraße 50 Aron Stark                    |                                                                                |
| Uhlandstraße 50 ·                            | Breindel Rena Stark            | Breindel Rena Stark geb. Schönberg geb. 26.5.1891 deportiert 1942 Region Lublin ermordet | 16. Februar 2009  | Stolperstein Uhlandstraße 50 Breindel Rena Stark           |                                                                                |
| Uhlandstraße 50 ·                            | Rebecka Stark                  | Rebecka Stark geb. 21.7.1932 deportiert 1942 Region Lublin ermordet | 16. Februar 2009  | Stolperstein Uhlandstraße 50 Rebekka Stark                 |                                                                                |
| Alfred-Brehm-Platz 13 ·                      | Josef Griesheimer              | Josef Griesheimer geb. 6.4.1889 deportiert Mai/Juni 1942 Region Lublin ermordet | 7. Mai 2010       | Stolperstein Alfred-Brehm-Platz 13 Joseph Griesheimer      |                                                                                |
| Alfred-Brehm-Platz 13 ·                      | Thekla Griesheimer             | Thekla Griesheimer geb. Hess geb. 14.3.1891 deportiert Mai/Juni 1942 Region Lublin ermordet | 7. Mai 2010       | Stolperstein Alfred-Brehm-Platz 13 Thekla Griesheimer      |                                                                                |
| Wittelsbacher Allee 100 ·                    | Gertrud Gross                  | Gertrud Gross geb. Schickl geb. 25.10.1918 Flucht 1937 Prag deportiert 1942 ermordet | 6. November 2007  | Stolperstein Wittelsbacher Allee 100 Gertrud Gross         |                                                                                |
| Sonnemannstraße 79 ·                         | Frieda Gruenebaum              | Frieda Gruenebaum geb. 12.6.1900 deportiert 1942 Region Lublin ermordet | 16. Februar 2009  | Stolperstein Sonnemannstraße 79 Frieda Gruenebaum          |                                                                                |
| Sonnemannstraße 79 ·                         | Johanna Gruenebaum             | Johanna Gruenebaum geb. Hahn geb. 12.10.1870 deportiert 1942 KZ Theresienstadt ermordet 4.4.1944 | 16. Februar 2009  | Stolperstein Sonnemannstraße 79 Johanna Gruenebaum         |                                                                                |
| Sonnemannstraße 79 ·                         | Rebekka Gruenebaum             | Rebekka Gruenebaum, geb. Gruenebaum geb. 14.9.1898 deportiert 1942 Region Lublin ermordet | 16. Februa009     | Stolperstein Sonnemannstraße 79 Rebekka Gruenebaum         |                                                                                |
| Sandweg 40 ·                                 | Ferdinand Grünewald            | Ferdinand Grünewald geb. 7.2.1922 deportiert 1938 Buchenwald 1939 F-Preungesheim 30.3.1942 Groß-Rosen ermordet 2.6.1942 | 21. Juni 2013     | Stolperstein Sandweg 40 Grünewald Ferdinand                |                                                                                |
| Sandweg 40 ·                                 | Josef Grünewald                | Josef Grünewald geb. 18.7.1889 deportiert Sachsenhausen 3.9.1940 Dachau ermordet 21.4.1941 | 21. Juni 2013     | Stolperstein Sandweg 40 Grünewald Josef                    |                                                                                |
| Sandweg 40 ·                                 | Rosa Grünewald                 | Rosa Grünewald geb. Rindsberg geb. 1.12.1897 deportiert 10.7.1942 Region Lublin ermordet | 21. Juni 2013     | Stolperstein Sandweg 40 Grünewald Rosa                     |                                                                                |
| Sandweg 40 ·                                 | Lina Rindsberg                 | Lina Rindsberg geb. Sturm geb. 8.8.1858 deportiert 15.9.1942 Theresienstadt ermordet 14.11.1942 | 22. Juni 2013     | Stolperstein Sandweg 40 Rindsberg Lina                     |                                                                                |
| Obermainanlage 24 ·                          | Emma Hess                      | Emma Hess geb. Baum geb. 24.10.1893 deportiert 11.11.1941 Minsk ermordet | 7. Juli 2010      | Stolperstein Obermainanlage 24 Emma Hess                   |                                                                                |
| Obermainanlage 24 ·                          | Julius Hess                    | Julius Hess geb. 16.4.1885 deportiert 11.11.1941 Minsk ermordet | 7. Juli 2010      | Stolperstein Obermainanlage 24 Julius Hess                 |                                                                                |
| Obermainanlage 24 ·                          | Irmgard Levi                   | Irmgard Levi geb. 25.11.1919 deportiert 11.11.1941 Minsk ermordet | 7. Mai 2010       | Stolperstein Obermainanlage 24 Irmgard Levi                |                                                                                |
| Obermainanlage 24 ·                          | Isaak Levi                     | Isaak Levi geb. 11.7.1883 deportiert 11.11.1941 Minsk ermordet | 7. Mai 2010       | Stolperstein Obermainanlage 24 Isaak Levi                  |                                                                                |
| Obermainanlage 24 ·                          | Jettchen Levi                  | Jettchen Levi geb. Schoenauer geb. 21.11.1879 deportiert 11.11.1941 Minsk ermordet | 7. Mai 2010       | Stolperstein Obermainanlage 24 Jettchen Levi               |                                                                                |
| Sandweg 16 ·                                 | Robert Hess                    | Robert Hess geb. 30.8.1884 deportiert 11.6.1942 Region Lublin Sobibor ermordet | 22. Juni 2013     | Stolperstein Sandweg 16 Hess Robert                        |                                                                                |
| Sandweg 16 ·                                 | Selma Hess                     | Selmat Hess geb. Simons geb. 24.10.1898 deportiert 11.6.1942 Region Lublin Sobibor ermordet | 22. Juni 2013     | Stolperstein Sandweg 16 Hess Selma                         |                                                                                |
| Grüne Straße 30 ·                            | Hermann Hirsch                 | Hermann Hirsch geb. 24.4.1900 deportiert Sachsenhausen und Auschwitz ermordet | 7. Juli 2010      | Stolperstein Grüne Straße 30 Hermann Hirsch                |                                                                                |
| Grüne Straße 30 ·                            | Mathilde Hirsch                | Mathilde Hirsch geb. Auerbach geb. 14.7.1904 deportiert 1942 Raasiku ermordet | 7. Juli 2010      | Stolperstein Grüne Straße 30 Mathilde Hirsch               |                                                                                |
| Grüne Straße 30 ·                            | Roseline Hirsch                | Roseline Hirsch geb. 13.3.1938 deportiert 1942 Raasiku ermordet | 7. Juli 2010      | Stolperstein Grüne Straße 30 Roseline Hirsch               |                                                                                |
| Grüne Straße 30 ·                            | Werner Hirsch                  | Werner Hirsch geb. 10.3.1937 deportiert 1942 Raasiku ermordet | 7. Juli 2010      | Stolperstein Grüne Straße 30 Werner Samuel Hirsch          |                                                                                |
| Uhlandstraße 19 ·                            | Leah Jankelowitz               | Leah Jankelowitz geb. Feireischewitz geb. 1.6.1876 deportiert 18.8.1942 Theresienstadt und Treblinka ermordet 26.9.1942 | 6. November 2007  | Stolperstein Uhlandstraße 19 Leah Jankelowitz              |                                                                                |
| Uhlandstraße 19 ·                            | Mausche Jankelowitz            | Mausche Jankelowitz geb. 23.1.1857 deportiert 18.8.1942 Theresienstadt und Treblinka ermordet 26.9.1942 | 6. November 2007  | Stolperstein Uhlandstraße 19 Mausche Jankelowitz           |                                                                                |
| Luxemburgerallee 16 ·                        | Charl. Therese Junghans        | Charl. Therese Junghans geb. Loeser geb. 8.1.1908 deportiert 15.9.1942 Theresienstadt überlebte | 13. Mai 2012      | Stolperstein Luxemburgerallee 16 Junghans Charlotte        |                                                                                |
| Luxemburgerallee 16 ·                        | Eva Lane Junghans              | Eva Lane Junghans geb. 6.9.1944 geboren in Theresienstadt überlebte | 13. Mai 2012      | Stolperstein Luxemburgerallee 16 Eva Lane                  |                                                                                |
| Luxemburgerallee 16 ·                        | Menasse Loeser                 | Menasse Loeser geb. 18.1.1855 deportiert 15.9.1942 Theresienstadt ermordet 27.9.1942 | 13. Mai 2012      | Stolperstein Luxemburgerallee 16 Loeser Menasse            |                                                                                |
| Sonnemannstraße 1 ·                          | Adelheid Krause                | Adelheid Krause geb. Baum geb. 27.11.1879 deportiert 22.11.1941 Kaunas ermordet 25.11.1941 | 9. Mai 2010       | Stolperstein Sonnemannstraße 1 Adelheid Krause             |                                                                                |
| Sonnemannstraße 1 ·                          | Irma Krause                    | Irma Krause geb. 15.6.1902 deportiert 22.11.1941 Kaunas ermordet 25.11.1941 | 9. Mai 2010       | Stolperstein Sonnemannstraße 1 Irma Krause                 |                                                                                |
| Rhönstraße 2 ·                               | Irene Mainzer                  | Irene Mainzer geb. 2.12.1924 deportiert 22.11.1942 Kaunas ermordet 25.11.1942 | 6. November 2007  | Stolperstein Rhönstraße 2 Irene Mainzer                    |                                                                                |
| Rhönstraße 2 ·                               | Moritz Mainzer                 | Moritz Mainzer geb. 10.12.1887 Opfer des Pogrom | 6. November 2007  | Stolperstein Rhönstraße 2 Moritz Mainzer                   |                                                                                |
| Rhönstraße 2 ·                               | Sophie Mainzer                 | Sophie Mainzer geb. Kahn geb. 28.4.1889 deportiert 22.11.1942 Kaunas ermordet 25.11.1942 | 6. November 2007  | Stolperstein Rhönstraße 2 Sophie Mainzer                   |                                                                                |
| Rückertstraße 48 ·                           | Adelheid Politzer              | Adelheid Politzer geb. 28.8.1914 deportiert 22.11.1942 Kaunas ermordet 25.11.1942 | 3. Juni 2011      | Stolperstein Rückertstr 48 Politzer Adelheid               |                                                                                |
| Rückertstraße 48 ·                           | Kurt Politzer                  | Kurt Politzer geb. 14.7.1881 deportiert 22.11.1942 Kaunas ermordet 25.11.1942 | 3. Juni 2011      | Stolperstein Rückertstr 48 Politzer Kurt                   |                                                                                |
| Sandweg 14 ·                                 | Alice Ries                     | Alice Ries geb. 8.10.1913 deportiert 15.6.1942 Izbica, Sobibor ermordet | 22. Juni 2013     | Stolperstein Sandweg 14 Ries Alice                         |                                                                                |
| Sandweg 14 ·                                 | Bella Ries                     | Bella Ries geb. Hirsch geb. 11.7.1873 deportiert 8.7.1941 Heil- und Pflegeanstalt Bendorf-Sayn 15.6.1942Minsk Izbica ermordet                                                                                              | 22. Juni 2013     | Stolperstein Sandweg 14 Ries Bella                         |                                                                                |
| Sandweg 14 ·                                 | Leonie Sonnenfeld              | Leonie Sonnenfeld geb. 14.10.1885 deportiert 15.9.1942 Theresienstadt und 1944 Auschwitz ermordet | 6. November 2007  | Stolperstein Sandweg 14 Leonie Sonnenfeld                  |                                                                                |
| Thüringer Straße 13 ·                        | Paula Slutzky                  | Paula Slutzky geb. Fürth geb. 4.11.1876 deportiert 15.9.1942 Theresienstadt und 18.12.1943 Auschwitz ermordet | 3. Juni 2011      | Stolperstein Thüringer Str 13 Slutzky Paula                |                                                                                |
| Thüringer Straße 13 ·                        | Selig Slutzky                  | Selig Slutzky geb. 10.12.1859 deportiert 15.9.1942 Theresienstadt und 18.12.1943 Auschwitz ermordet | 3. Juni 2011      | Stolperstein Thüringer Str 13 Slutzky Selig                |                                                                                |
| Obermainanlage 20 ·                          | Benno Sokal                    | Benno Sokal geb. 13.11.1929 deportiert Mai 1942 Region Lublin ermordet | 7. Mai 2010       | Stolperstein Obermainanlage 20 Benno Sokal                 |                                                                                |
| Obermainanlage 20 ·                          | Isidor Sokal                   | Isidor Sokal geb. 1.2.1892 Sachsenhausen deportiert 6.2.1940 Dachau ermordet 5.3.1941 | 7. Mai 2010       | Stolperstein Obermainanlage 20 Isidor Sokal                |                                                                                |
| Obermainanlage 20 ·                          | Sabine Sokal                   | Sabine Sokal geb. Gold geb. 20.6.1900 deportiert Mai 1942 Region Lublin ermordet | 7. Mai 2010       | Stolperstein Obermainanlage 20 Sabine Sokal                |                                                                                |
| Obermainanlage 20 ·                          | Charlotte Liebhold             | Charlotte Liebhold geb. Kirschbaum geb. 8.9.1881 deportiert 15.9.1942 Theresienstadt ermordet 8.1.1943 | 7. Mai 2010       | Stolperstein Obermainanlage 20 Charlotte Liebhold          |                                                                                |
| Obermainanlage 20 ·                          | Emil Liebhold                  | Emil Liebhold geb. 4.1.1868 deportiert 15.9.1942 Theresienstadt ermordet 12.3.1943 | 7. Mai 2010       | Stolperstein Obermainanlage 20 Emil Liebhold               |                                                                                |
| Ostendstraße 49 ·                            | Adelheid Steigerwald           | Adelheid Steigerwald geb. Gruenbaum geb. 27.9.1871 deportiert 18.8.1942 Theresienstadt ermordet 16.3.1944 | 21. Juni 2013     | Stolperstein Ostendstr 49 Steigerwald Adelheid             |                                                                                |
| Ostendstraße 49 ·                            | Moritz Steigerwald             | Moritz Steigerwald geb. 3.4.1867 Suizid Tod 18.8.1942 | 21. Juni 2013     | Stolperstein Ostendstr. 49 Steigerwald Moritz              |                                                                                |
| Röderbergweg 77 ·                            | Cilly Stiebel                  | Cilly Stiebel geb. Schloss geb. 25.8.1861 deportiert 18.8.1942 Theresienstadt ermordet 14.9.1942 | 9. Mai 2010       | Stolperstein Röderbergweg 77 Cilly Stiebel                 |                                                                                |
| Sonnemannstraße 57 ·                         | Erich Treumann                 | Erich Treumann geb. 6.6.1899 deportiert 1943 Auschwitz ermordet 1.5.1943 | 22. Juni 2013     | Stolperstein-ffm-erich-treumann-554                        |                                                                                |
| Röderbergweg 41 ·                            | Bernhard Wermuth               | Bernhard Wermuth geb. 20.6.1896 deportiert 1938 Bentschen, 1941 Plaszow und 1945 Mauthausen ermordet 27.4.1945 | 25. April 2008    | Stolperstein Röderbergweg 41 Bernhard Wermuth              |                                                                                |
| Röderbergweg 41 ·                            | Hanna Wermuth                  | Hanna Wermuth geb. 21.7.1929 deportiert 1938 Bentschen, 1941 Plaszow und Belzec ermordet 24.8.1942 | 25. April 2008    | Stolperstein Röderbergweg 41 Hanna Wermuth                 |                                                                                |
| Röderbergweg 41 ·                            | Heinz Wermuth                  | Heinz Wermuth geb. 4.4.1923 deportiert 1938 Bentschen, 1941 Plaszow und Belzec Befreit | 25. April 2008    | Stolperstein Röderbergweg 41 Heinz Wermuth                 |                                                                                |
| Röderbergweg 41 ·                            | Ida Wermuth                    | Ida Wermuth geb. Presser geb. 26.7.1898 deportiert 1938 Bentschen, 1941 Plaszow und 1945 Mauthausen ermordet 24.8.1942 | 25. April 2008    | Stolperstein Röderbergweg 41 Ida Wermuth                   |                                                                                |
| Am Tiergarten 18 / III ·                     | Siegfried Königsberger         | Siegfried Königsberger geb. 25.5.1913 deportiert 1935 Dachau, 1936 Abschiebung Palästina überlebte | 19. November 2013 | Stolperstein Am Tiergarten 18 Koenigsberger Siegfried      |                                                                                |
| Am Tiergarten 18 / III ·                     | Rudolf Königsberger            | Rudolf Königsberger geb. 29.9.1876 Flucht 1939 Holland Westerbork 1943 Auschwitz ermordet 19.11.1943 | 19. November 2013 | Stolperstein Am Tiergarten 18 Koenigsberger Rudolf         |                                                                                |
| Am Tiergarten 18 / III ·                     | Berta Königsberger             | Berta Königsberger geb. 25.8.1878 Flucht 1939 Holland Westerbork 1943 Auschwitz ermordet 19.11.1943 | 19. November 2013 | Stolperstein Am Tiergarten 18 Koenigsberger Bertha         |                                                                                |
| Linnéstraße 27 ·                             | Wilhelm Adam Hugo              | Wilhelm Adam Hugo geb. 18.07.1906 im Widerstand / KPD verhaftet 25.6.1941 Zuchthaus Preungesheim Hinrichtung tot 17.9.1942                                                                                                 | 22. Juni 2014     | Stolperst linnestr 27 hugo wilhelm adam neu                |                                                                                |
| Linnéstraße 29 ·                             | Wilhelm Albert Zunz            | Wilhelm Albert Zunz geb. 20.10.1874 deportiert am 20.9.1943 nach Auschwitz Tod am 30.10.1943 | 21. Juni 2013     | Stolperstein Linnestraße 29 Wilhelm A Zunz                 |                                                                                |
| Am Tiergarten 32 ·                           | Susi Dukat                     | Susi Dukat geb. 14.10.1910 deportiert ? Lodz ermordet | 23. Juni 2014     | Stolperstein Am Tiergarten 32 Dukat Susi                   |                                                                                |
| Am Tiergarten 32 ·                           | Abraham Ad. Kaufmann           | Abraham Ad. Kaufmann geb. 15.2.1875 deportiert ? Lodz ermordet 4.5.1942 | 23. Juni 2014     | Stolperstein Am Tiergarten 32 Kaufmann Abraham Adolf       |                                                                                |
| Am Tiergarten 32 ·                           | Ida Kaufmann                   | Ida Kaufmann geb. 2.7.1879 deportiert ? Lodz ermordet | 23. Juni 2014     | Stolperstein Am Tiergarten 32 Kaufmann Ida                 |                                                                                |
| Am Tiergarten 32 ·                           | Adolf Dukat                    | Adolf Dukat geb. 24.10.1900 deportiert ? Lodz ermordet 2.5.1942 | 23. Juni 2014     | Stolperstein Am Tiergarten 32 Dukat Adolf                  |                                                                                |